# ماکسیم رنو
ماکسیم رنو (فرانسوی: Maxime Renault‎؛ زادهٔ ۲ ژانویهٔ ۱۹۹۰ ‏(۳۵ سال)) دوچرخه‌سوار اهل فرانسه است.
از باشگاه‌هایی که در آن رکاب زده‌است می‌توان به سن میشل–اوبر۹۳ اشاره کرد.